# Суховский (Урюпинский район)
Суховский — упразднённый хутор в Урюпинском районе Волгоградской области России. Входил в состав Добринского сельского поселения. Упразднён в 2006 году.

## География
Хутор находился в лесостепи, в пределах Калачской возвышенности, являющейся частью Восточно-Европейской равнины, в балке Сухой Лог (правый приток реки Хопёр), на расстоянии примерно 3 километра (по прямой) к западу от станицы Добринка.

## История
Хутор относился к юрту станицы Добринской Хопёрского округа Земли Войска Донского (с 1870 — Область Войска Донского). В 1859 году на хуторе проживало 53 мужчин и 59 женщин.
Согласно алфавитному списку населённых мест Области Войска Донского 1915 года земельный надел хутора составлял 370 десятин, проживали 130 мужчин и 124 женщины.
В 1921 году включён в состав Царицынской губернии. С 1928 года — в составе Урюпинского района Хопёрского округа (упразднён в 1930 году) Нижне-Волжского края (с 1934 года — Сталинградского края). В 1935 году включён в состав Добринского района Сталинградского края (с 1936 года Сталинградской области, с 1961 года — Волгоградской области).
По данным на 1936 год хутор Суховский, входил в состав Добринского сельсовета, состоял из 45 хозяйств, в которых проживало 204 человек. На хуторе имелась начальна школа.
Вновь передан в состав Урюпинского района в 1963 году.
Постановлением Волгоградской областной думы от 27 апреля 2006 года № 9/175 хутор Суховский исключён из учётных данных.

## Население
Согласно результатам переписи 2002 года на хуторе отсутствовало постоянное население.